# 勒内·勒穆瓦纳
勒内·勒穆瓦纳（法語：René Lemoine，1905年12月29日—1995年12月19日），法国男子击剑运动员。他曾获得1932年夏季奥运会男子花剑团体金牌和1936年夏季奥运会男子花剑团体银牌。